# بيرت ستيفنسون
بيرت ستيفنسون (بالإنجليزية: John Stevenson)‏ هو سياسي أمريكي، ولد في 9 فبراير 1936 في أسيكويا في الولايات المتحدة. حزبياً، نشط في الحزب الجمهوري. وقد انتخب عضو مجلس نواب ايداهو.